# 30일 간의 야유회
《30일 간의 야유회》는 1984년 8월 12일에 MBC TV에서 방영되었던 베스트셀러극장이다.

## 줄거리
사회 각층의 유명인사로 구성된 교도소후원회는 죄수들에게 용기와 희망을 주기 위해 외딴섬으로 야유회를 떠나지만, 기상이변으로 난파되면서 무인도에 표류하게 된다.
처음 그들은 구조되리라는 희망으로 얼마간 즐겁게 지내지만 식량이 떨어지고 구조에도 기미가 보이지 않자 불안에 휩싸인게 된다.

## 출연
- 전운(안중팔)
- 남능미(고 여사)
- 박종관(오 박사)
- 김해숙(김화자)
- 나종미(신신옥)
- 박인환(소장)
- 임현식(33번)
- 조명남(99번)
- 오승명(100번)
- 김애경(18번)
- 김성찬(20번)
- 전인택(5번)
- 송경철(구조원)